# Chance at Heaven
Chance at Heaven è un film statunitense del 1933 diretto da William A. Seiter.